# Gunstett
Gunstett ist eine französische Gemeinde mit 625 Einwohnern (Stand 1. Januar 2021) im Département Bas-Rhin in der Region Grand Est (bis 2015 Elsass).
Nachbargemeinden sind Oberdorf-Spachbach im Norden, Biblisheim im Südosten, Durrenbach im Süden und Morsbronn-les-Bains im Süd-Südwesten.

## Geschichte
Gunstett war ein Reichsdorf. 

## Bevölkerungsentwicklung
| Jahr      | 1962 | 1968 | 1975 | 1982 | 1990 | 1999 | 2007 | 2017 |
| --------- | ---- | ---- | ---- | ---- | ---- | ---- | ---- | ---- |
| Einwohner | 549  | 552  | 577  | 558  | 631  | 683  | 688  | 655  |